# 예창신
예창신(중국어: 叶长欣, 병음: Ye Changxin, 한자음: 협장흔, 2007년 2월 19일 ~ )은 중화인민공화국의 바둑 기사이다. 장쑤성 쉬저우시 출신으로 중국기원 소속의 2단이다.

## 경력
장쑤성 쉬저우시에서 태어났다. 2020년 1월 7일, 2020년 중국 우위안 전국 아마추어 바둑 오픈에서 항저우기원 3팀으로 출전하여 10승 2패를 기록하며 준우승을 차지했고 같은 해 프로바둑에 입단했다. 이듬해 2021년 2단으로 승단했다. 2022년 제26회 마교배 중국 바둑신인왕 대회에 참가했다.